# Solonetz

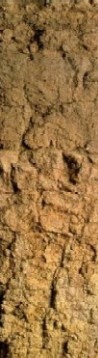
Perfil de Solonetz

Solonetz (ucranio : Солонець, ruso: Солоне́ц , IPA: [səlɐˈnʲɛts]) es un Grupo de Suelos de Referencia de la Base Mundial de Referencia para los Recursos Suelos (WRB). Tienen, dentro de los 100 cm superiores del perfil del suelo, el llamado "horizonte nátrico" ("natrium" es el término latino para sodio). Existe un horizonte subsuperficial (subsuelo), mayor en contenido de arcilla que el horizonte superior, que tiene más del 15% de sodio intercambiable. El nombre se basa en el ruso соль (sol, que significa sal). La palabra popular ucraniana "solontsi" significa suelo salado. En Ucrania, muchos pueblos se llaman Solontsі.
Las zonas de Solonetz están asociadas con Gleysoles, Solonchaks y Kastanozems.
En la taxonomía de suelos del USDA, Solonetz corresponde a los Alfisoles ricos en sodio.